# تام کلگ
تام کلگ (انگلیسی: Tom Clegg؛ ۱۶ اکتبر ۱۹۳۴ – ۲۴ ژوئیه ۲۰۱۶) کارگردان فیلم، کارگردان تلویزیونی و فیلم‌نامه‌نویس اهل بریتانیا بود.
از فیلم‌ها یا برنامه‌های تلویزیونی که وی در آن نقش داشته‌است، می‌توان به موبی دیک، شارپ، جام جهانی: روایت یک کاپیتان، سوئینی و فضا: ۱۹۹۹ اشاره کرد.